# 長岡岡成
長岡 岡成（ながおか の おかなり）は、平安時代初期の皇族・貴族。姓は朝臣。桓武天皇の皇子。官位は従四位上・散位頭。

## 経歴
桓武天皇の皇太子時代（宝亀4年〔773年〕 - 天応元年〔781年〕）に生まれる。延暦6年（787年）長岡朝臣姓を与えられ臣籍降下した。長岡の氏の名は、当時の山背国乙訓郡長岡村、すなわち長岡京（現在の京都府向日市）に因んだものである。同時に広根諸勝も臣籍降下している。
嵯峨朝の弘仁元年（810年）従五位下に叙爵された。弘仁6年（815年）6月に散位頭に叙せられ、同月には弟・良岑安世や嵯峨源氏8名と共に左京に貫付された。弘仁13年（822年）従五位上に叙爵された。
淳和朝から仁明朝初頭まで昇進し、天長2年（825年）正五位下、天長9年（832年）従四位下、天長10年（833年）従四位上に至った。以降、仁明朝では昇進することなく、嘉祥元年（848年）12月1日卒去。最終官位は散位従四位上。

## 官歴
『六国史』による。
- 延暦6年（787年） 2月5日：臣籍降下（長岡朝臣）
- 時期不詳：正六位上
- 弘仁元年（810年） 11月22日：従五位下
- 弘仁6年（815年） 6月1日：散位頭。6月19日：貫付左京
- 弘仁13年（822年） 10月1日：従五位上
- 天長2年（825年） 正月4日：正五位下
- 天長9年（832年） 正月7日：従四位下
- 天長10年（833年） 11月18日：従四位上
- 嘉祥元年（848年） 12月1日：卒去（散位従四位上）

## 系譜
- 父：桓武天皇
- 母：多治比豊継 - 女孺[3]
- 妻：不詳
  - 女子：嵯峨天皇宮人

貞観年間前半に三河守・駿河守を歴任した長岡秀雄は息子か。